# Rusa
Rusa is een geslacht van zoogdieren uit de familie van de hertachtigen (Cervidae). De wetenschappelijke naam van het geslacht werd in 1827 gepubliceerd door Charles Hamilton Smith.

## Soorten
Er worden 4 soorten in dit geslacht geplaatst:
- Rusa alfredi Sclater, 1870 – Prinsalfredhert
- Rusa marianna Desmarest, 1822[2] – Filipijnse sambar
- Rusa timorensis De Blainville, 1822[3] – Javaans hert
- Rusa unicolor Kerr, 1792[4] – Sambar

## Galerij

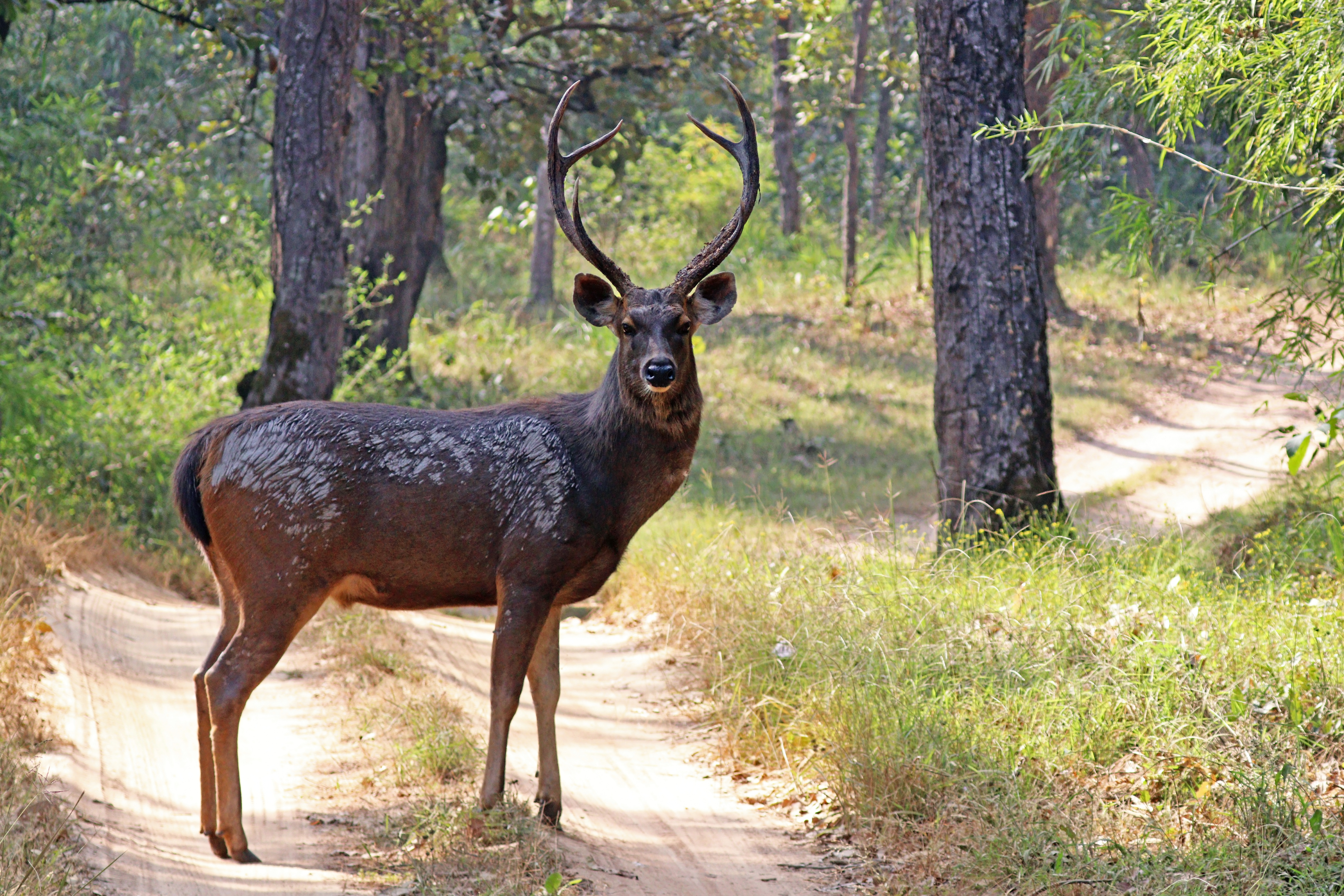
Sambar (Rusa unicolor)
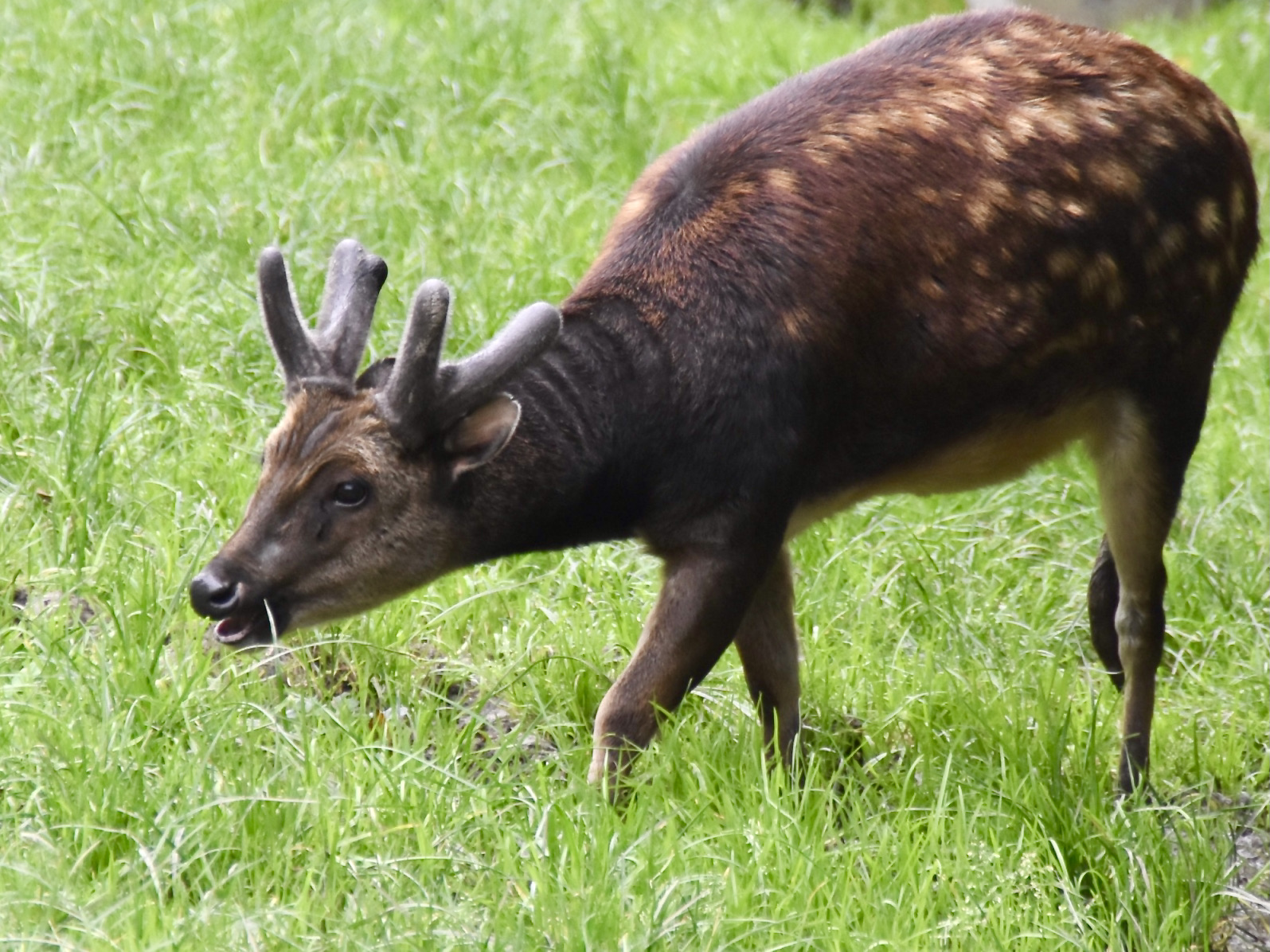
Prins-Alfredhert (Rusa alfredi)
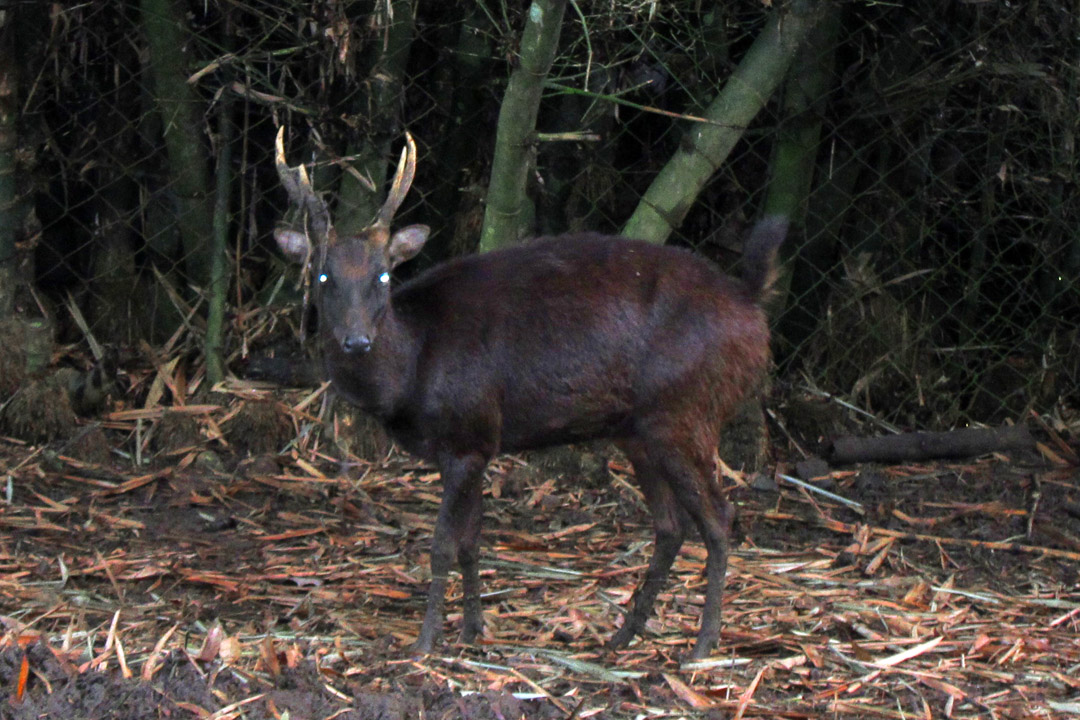
Filipijnse sambar (Rusa marianna)
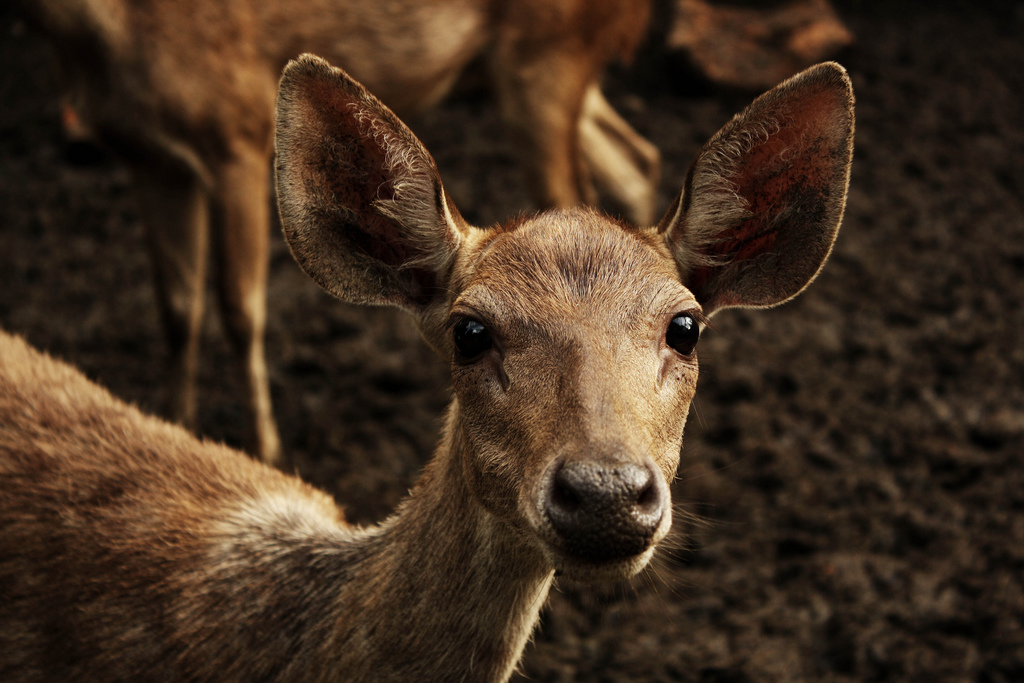
Javaans hert (Rusa timorensis)